# Phare de Kylmäpihlaja
Le phare de Kylmäpihlaja (en finnois : Kylmäpihlajan majakka) est un feu situé sur l'île de Kylmäpihlaja dans le golfe de Botnie, au large de la municipalité  de Rauma, en région de Satakunta (Finlande).

## Histoire
Le phare, datant de 1953, a été conçu par la Direction des bâtiments de Finlande et les architectes Antero Pernaja et Kaarina Tamminen. C'est un bâtiment de forme rectangulaire dont le sommet de la tour s'élève à 31 mètres au-dessus de sa fondation. Il a servi aussi comme quartier de la station de pilotage. Sa tour compte 12 étages et 104 marches d'escalier. Dans la tour et dans le bâtiment de deux étages dans l'aile, il y avait des espaces de vie pour 12 pilotes, 8 techniciens et 2 gardiens de phare.
Le phare et l'équipement du radiophare et de la corne de brume étaient alimentés par de gros générateurs à moteur diesel. À l'origine le son de l'avertisseur de brouillard atteignait une distance de 50 milles (environ 90 km) et la lumière d'une puissance lumineuse de 1,26 million candelas était visible jusqu'à 27 milles de distance (environ 50 km). Cette caractéristique de feu maritime a été abandonnée lors de la rénovation de la station en 1988, et la corne de brume est silencieuse depuis des années.
La restauration du phare a été achevée en 2010 par la Société finlandaise des phares. Le bâtiment des anciens quartiers du personnel est maintenant géré par International Lighthouse and Lightship Weekend (en) en hotel-restaurant durant la saison d'été. La tour est visitable durant cette période ,

## Description
Le phare  est une tour rectanglaire de 32 mètres de haut, avec galerie et lanterne. Un grand bâtiment de deux étages en attenant à celle-ci. Il émet, à une hauteur focale de 36 mètres, quatre éclats blancs toutes les 45 secondes. Sa portée nominale est de 17 milles nautiques (environ 32 km).
Identifiant : ARLHS : FIN-024 - Amirauté : C4421 - NGA : 17328 .

## Caractéristique dufeu maritime
Fréquence : 30 secondes ()
- Lumière : 3.2 secondes
- Obscurité : 26.8 secondes

|            |
| La station |

|                    |
| L'île Kylmäpihlaja |

### Lien connexe
- Liste des phares de Finlande